# Andrzej Chruszczyński

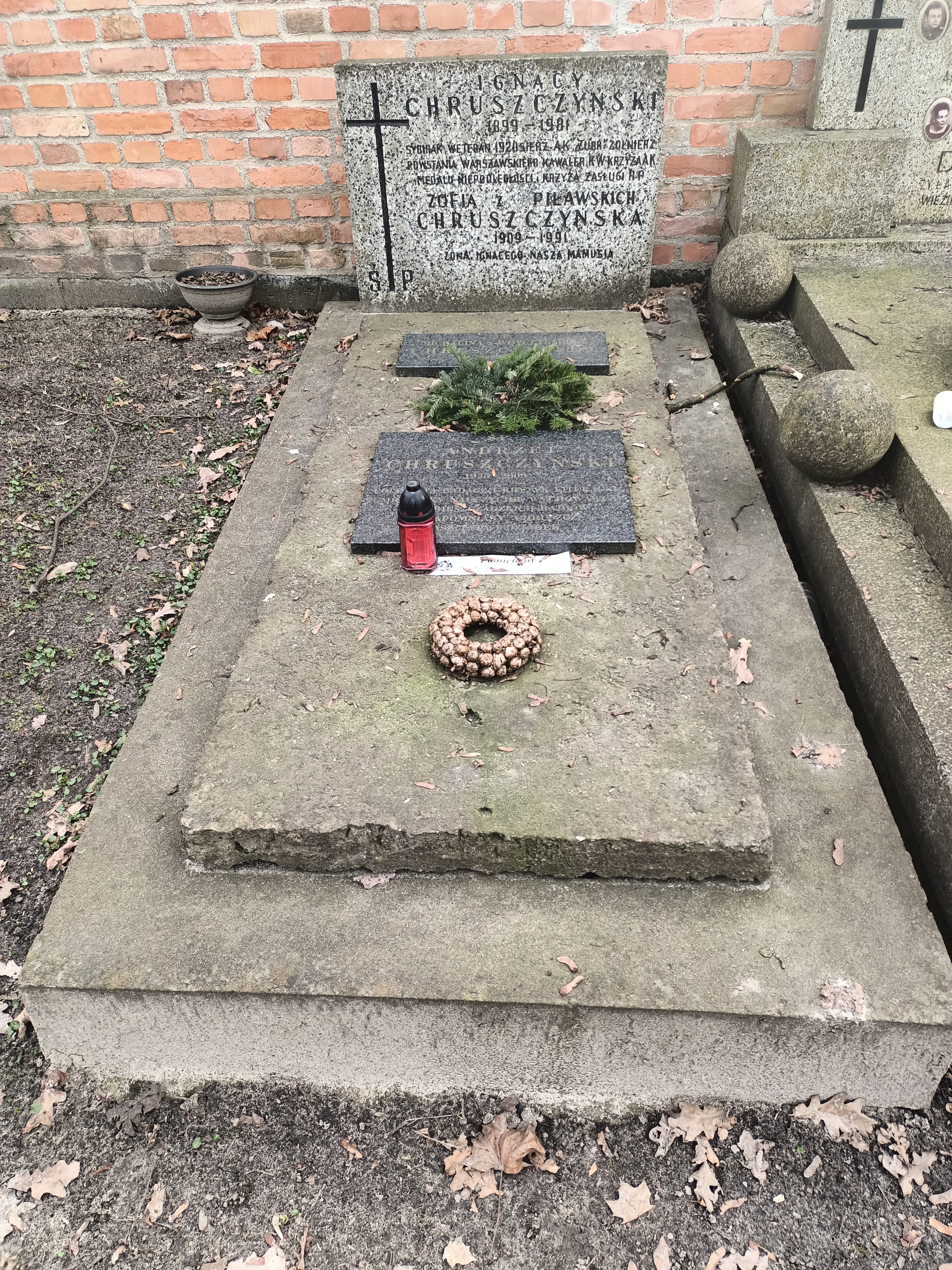
Nagrobek Andrzeja Chruszczyńskiego na cmentarzu powązkowskim w Warszawie

Andrzej Chruszczyński (ur. 20 września 1935 w Strzale koło Nowogródka, zm. 3 czerwca 2009 w Warszawie) – krytyk literacki i badacz literatury XX wieku, długoletni polonista szkół warszawskich oraz publicysta oświatowy i nauczyciel akademicki, wychowawca młodzieży, animator amatorskiego ruchu teatralnego i turystyki. Miłośnik Bieszczadów i Beskidów.
Absolwent XXII LO w Warszawie, organizator i pierwszy przewodniczący stowarzyszenia absolwentów i wychowanków tej szkoły. Debiutował recenzjami literackimi w roku 1955 jako student polonistyki Uniwersytetu Warszawskiego. Tam też obronił rozprawę doktorską. Habilitację uzyskał w 1990 na Uniwersytecie Marii Curie-Skłodowskiej w Lublinie w oparciu o rozprawę U schyłku międzywojnia. Autentyzm literatury polskiej lat 1933–1939. Wieloletni polonista i wychowawca w warszawskich liceach: VIII LO im. Władysława IV, XXII LO im. Jose Martii i XIII LO im. Leopolda Lisa-Kuli. Wykładowca literatury w Wyższej Szkole Pedagogicznej w Częstochowie, Akademii Bydgoskiej oraz Akademii Świętokrzyskiej w Kielcach. Profesor dwu ostatnich uczelni.
Specjalista w dziedzinie polskiej literatury międzywojennej i powojennej. Autor wielu recenzji literackich, artykułów publicystycznych, szkiców, esejów krytycznych i rozpraw historycznoliterackich, drukowanych w latach 1956–1968 na łamach m.in. Twórczości, Przeglądu Humanistycznego, Polonistyki, Kultury, Współczesności, Polityki, Literatury, Orki (Tygodnika Kulturalnego) oraz prasy codziennej.
W swoim najważniejszym dziele, Intensywizm i autentyzm (1918–1956), przedstawił propozycję nowej periodyzacji literatury polskiej XX wieku. Dla wyznaczonego przez siebie okresu literackiego, zamkniętego latami 1918–1956, zaproponował nazwę „intesywizm i autentyzm”. Intensywizm definiował jako polską odmianę ekspresjonizmu, określanego często mianem neoekspresjonizmu lub kreacjonizmu, obecnego pod koniec lat 20. i w latach 30. w dziełach takich twórców, jak Witkacy, Schulz czy  Gombrowicz. Autentyzm definiował zaś, jako wielonurtowy kierunek w literaturze polskiej, skrystalizowany ostatecznie pod koniec lat 30., charakterystyczny przede wszystkim dla twórczości twórców określanych mianem „pokolenia 1910” oraz dla pisarzy bliskich im wiekiem i przeżyciem pokoleniowym. Filozoficznym podłożem tego kierunku był styk antypozytywistycznych doktryn antropologicznych: humanizmu socjalistycznego, personalizmu młodokatolickiego i wczesnego egzystencjalizmu. Dodatkowym bodźcem dla kształtowania profilu twórczości było poczucie szczególnej misji przypadającej pierwszemu powojennemu pokoleniu inteligencji polskiej, wyrosłemu w Polsce niepodległej i odpowiedzialnemu za los nie w pełni zintegrowanego narodu.
Pochowany na cmentarzu Powązkowskim w Warszawie (kwatera 337 pod murem-1-2).

## Publikacje książkowe
- Ignacy Fik (1904–1942). Wybór pism krytycznych, oprac. i wstęp, Warszawa, wyd. I 1961, wyd. II 1979
- Po cezurze. Studium tendencji rozwojowych literatury polskiej lat 1933–1939, Częstochowa 1982
- U schyłku międzywojnia. Autentyzm literatury polskiej lat 1933–1939, Warszawa 1987
- Geniusz grafomanii. Rzecz o Antonim Ferdynandzie Ossendowskim, Bydgoszcz 1995
- Intensywizm i autentyzm (1918–1956), cz. 1.: Na fali przyboju, Bydgoszcz 1998